# (31458) Delrosso
(31458) Delrosso (1999 CG16) – planetoida z grupy pasa głównego asteroid okrążająca Słońce w ciągu 4,3 lat w średniej odległości 2,64 j.a. Odkryta 15 lutego 1999 roku.